# ダニエル (ヴェステルイェートランド公)
ダニエル王子（Prins Daniel, 出生名：Olof Daniel Westling (オーロフ・ダニエル・ベストリング)； 1973年9月15日 - ）は、スウェーデン（ベルナドッテ王朝）王室成員で、ヴィクトリア王太子の夫。
公式の称号は、Hans Kunglig Höghet Prins Daniel av Sverige, Hertig av Västergötland（スウェーデン語：ヴェステルイェートランド公爵、スウェーデンのダニエル王子殿下）。
結婚前は、ストックホルムの中心部で3つのトレーニングジムを経営する実業家として活躍していた。

## 略歴

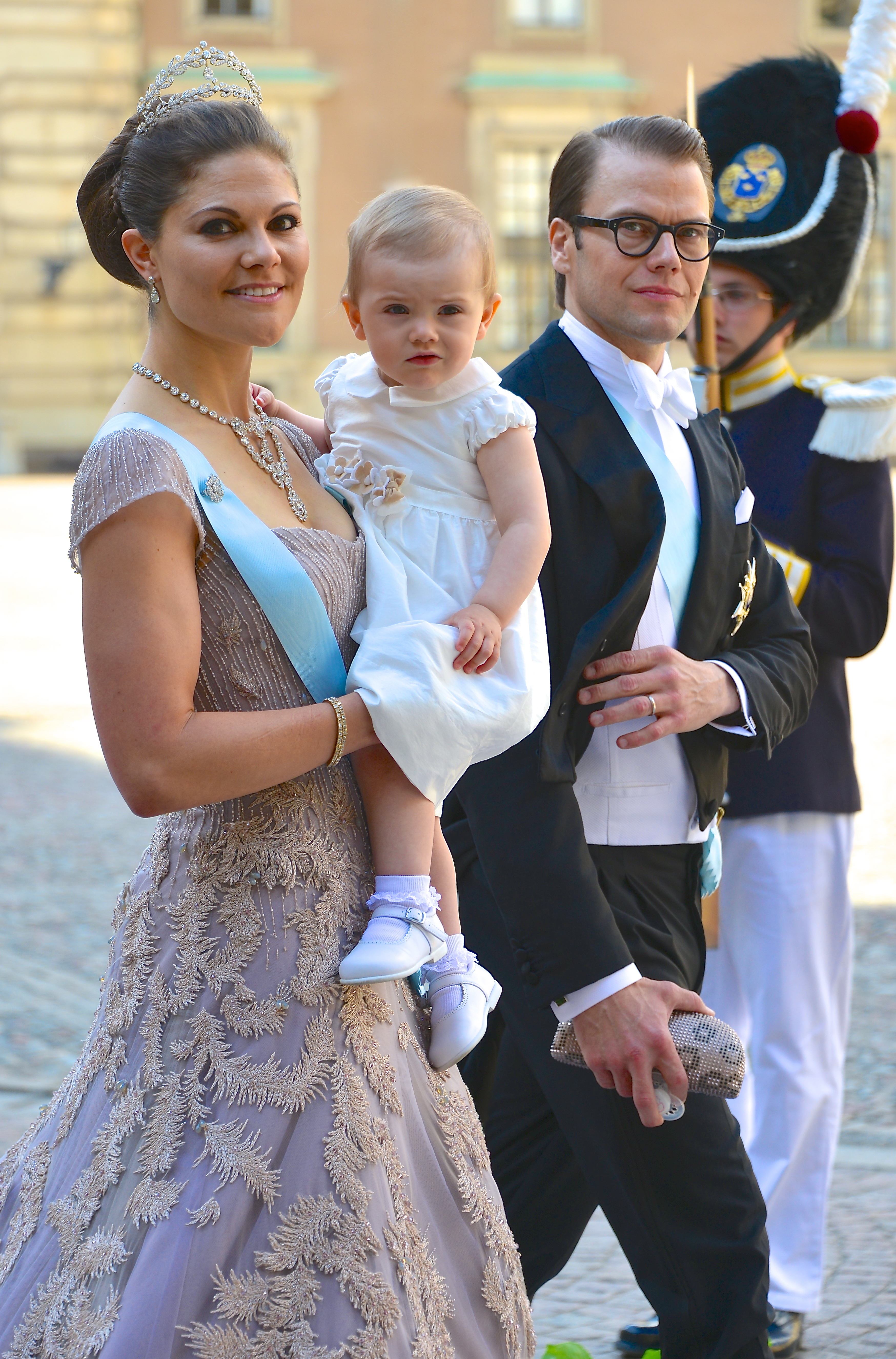
妻のヴィクトリア皇太子と長女のエステル王女とともに（2013年）

1973年9月15日にエレブルーで誕生、オッケルボーで育つ。ちなみに、生まれた年月日は奇しくも義父であるカール16世グスタフ国王が即位した日と同じである。学校を卒業した後は、イェブレにある陸軍の歩兵連隊に短期間服務した。その後、ストックホルムにスポーツジムを開業した。一方、後に妻となるヴィクトリア王太子は、当時、拒食症にかかっており、その治療後、落ちた筋肉をつけるためにダニエルのスポーツジムに通っていた。2002年に、ダニエルがヴィクトリア王太子の個人トレーナーを担当したことがきっかけで、交際に発展した。
当初、ヴィクトリアの父カール16世グスタフは、実業家として成功しているとはいえ、庶民出身で、普通の体育大学を卒業しただけで、特に芳しい学歴も経歴も持っていなく教養の貧しい平民であるダニエルと、ヴィクトリアとの恋愛を認めず、スウェーデン国民も大半が反対していた。カール16世グスタフは、夕食時にヴィクトリアからダニエルの事を聞かされたが、その時、カール16世は無言で席を立ち、以後、数か月もの間、ヴィクトリアと一言も会話もしないほど激怒したという。その後、ヴィクトリアは、カール16世とダニエルとの食事をセッティングし、何とか交際は認められた。一方で、カール16世はダニエルに、スウェーデン王室の一員に相応しい教養を身につけるよう要請した。
それを期に、ダニエルは王室の一員となるべく、立ち振る舞いやファッション等のマナー、3か国語、王室をはじめとする自国の歴史、公務に関する学習を7年間に亘って続けた。この教師陣は一流どころが揃えられ、歴史の授業を担当したのは当時の外務大臣だったという。そして2009年2月24日に皇太子とダニエルは、カール16世グスタフとスウェーデン政府から、王位継承法に基づき、正式に婚約を認められた。
腎臓に先天的な疾患を抱えていたダニエルは、婚約発表の3か月後の5月28日に、カロリンスカ大学病院で父親の腎臓を移植する手術を受け、王室からは手術は成功し、父子ともに術後の経過は良好との発表がなされた。その際、皇太子は公務でグリーンランドに滞在中だったため、手術に立ち会うことはできなかった。
現在は、皇太子の夫として公務に務め、2009年3月に催された皇太子の聖名祝日記念式典や、ストックホルム宮殿での公式晩餐会に出席したのを皮切りに、7月にはソリーデン宮殿での韓国の李明博大統領との昼食会に出席している。
結婚式は、国王夫妻の34回目の結婚記念日となる2010年6月19日に、ストックホルム大聖堂で執り行われた。これに伴い、「王子（prins）」の称号と、皇太子が保有しているヴェステルイェートランド公爵に共同で叙位された。
2012年2月23日、ヴィクトリア皇太子との間に第1子エステル王女が誕生し、2016年3月2日に第2子オスカル王子が誕生したことで、2児（1男1女）の父になった。

## 脚注

ダニエル王子の紋章（2010年制定）